# Jean-Baptiste Lesueur (peintre)
Pour les articles homonymes, voir Lesueur et Jean-Baptiste Lesueur.
Jean-Baptiste Denis Marie Lesueur, né vers 1749 à Paris et mort le 6 mai 1826 à Plailly (Oise),, est un peintre français.

## Œuvre
Une série des scènes de la Révolution représentées à la gouache sur des cartons découpés sont connues depuis plus de cent ans. Pendant longtemps, ces gouaches révolutionnaires couvrant la période allant de 1789 à 1807, propriété de la famille Bidault de l'Isle qui en avait héritées au milieu du XIXe siècle, ont été attribuées à Pierre-Étienne Lesueur, un peintre connu pendant la Révolution. 
Des recherches effectuées par Philippe de Carbonnières, à partir de la généalogie de la famille Bidault de l'Isle, ont permis d'attribuer ces gouaches révolutionnaires à Jean-Baptiste Lesueur, mentionné comme peintre dans l’Almanach du commerce. Il résidait dans un immeuble situé no 4 rue Neuve-Orléans à Paris (aujourd'hui boulevard Saint-Denis), appelé immeuble Lesueur. Dans l’Almanach de l'an XII, il est qualifié de peintre de figures de genre historique et de décor.  
Ces gouaches découpées représentent les grands événements de la Révolution de 1789 à 1807. La famille Bidault de l'Isle possédait un ensemble de 81 gouaches. En 1977, à la suite d'un partage successoral, 50 de ces gouaches sont entrées par dation au musée du Louvre qui les a déposées au musée Carnavalet à Paris, quatre autres ont été données en 1989, dix en 2002 et onze en 2005. À cette date, six planches étaient encore détenues par la famille Bidault. Il est possible que des planches non répertoriées soient entre d'autres mains privées car certains évènements importants de la Révolution, comme le serment du Jeu de Paume ou la prise de la Bastille, ne sont pas représentés. 
Aucun document ne prouve que Jean-Baptiste Lesueur est bien l'auteur de ces gouaches. Seules les traditions familiales les lui attribuent. Par ailleurs, si 90 % de ces gouaches sont de la main du même peintre, les autres donnent à penser qu'il y a eu intervention d'un second artiste, peut-être l'un de ses frères.
Les documents trouvés aux Archives nationales montrent qu'il était un républicain modéré, proche des girondins, et qu'il a accueilli Bonaparte comme un sauveur.

Œuvres attribuées à Jean-Baptiste Lesueur
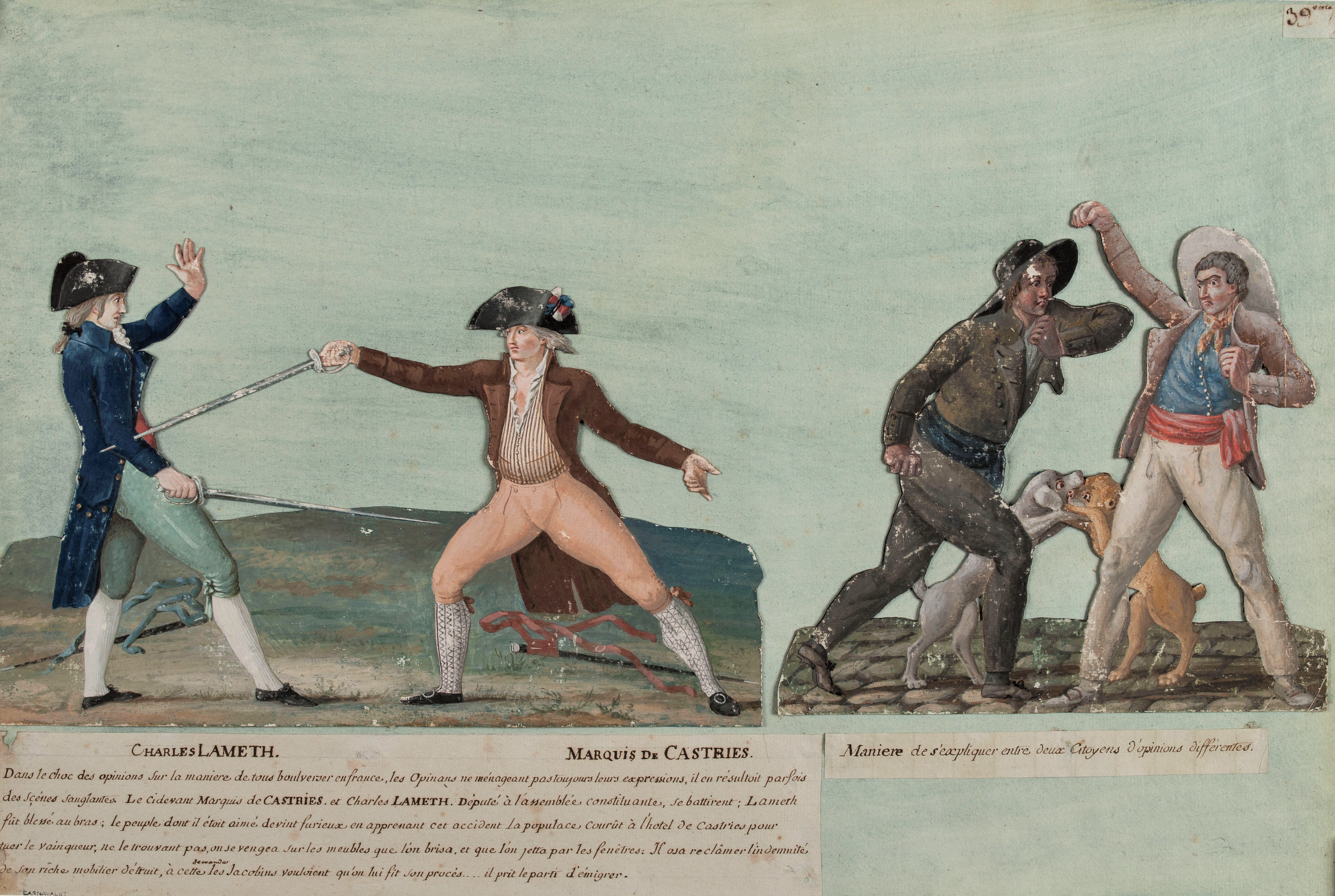
Duel de Charles Lameth et du marquis de Castries (vers 1790), Paris, musée Carnavalet.
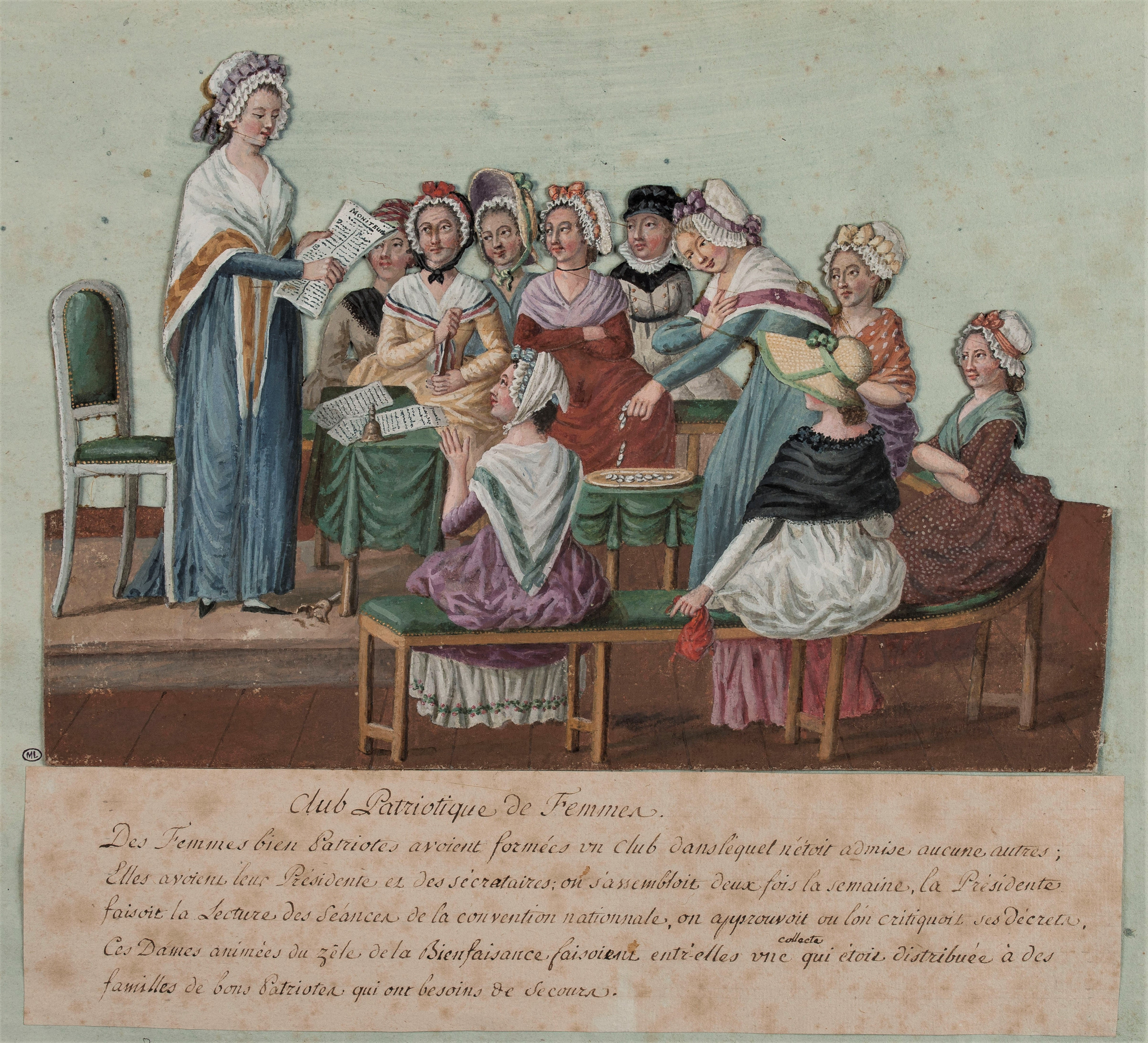
Club Patriotique de Femmes (1791), Paris, musée Carnavalet.
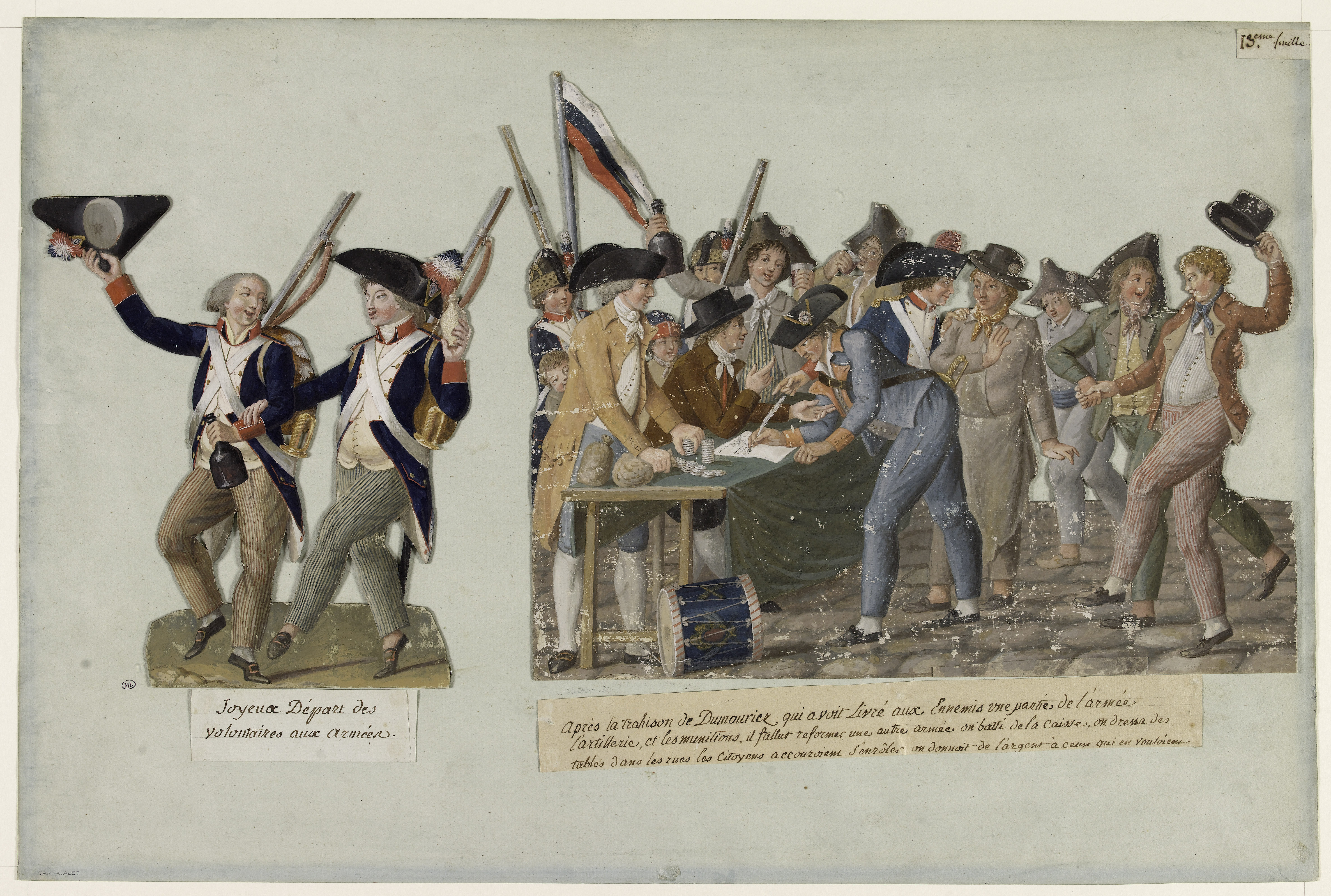
Levée en masse (vers 1793), Paris, musée Carnavalet.
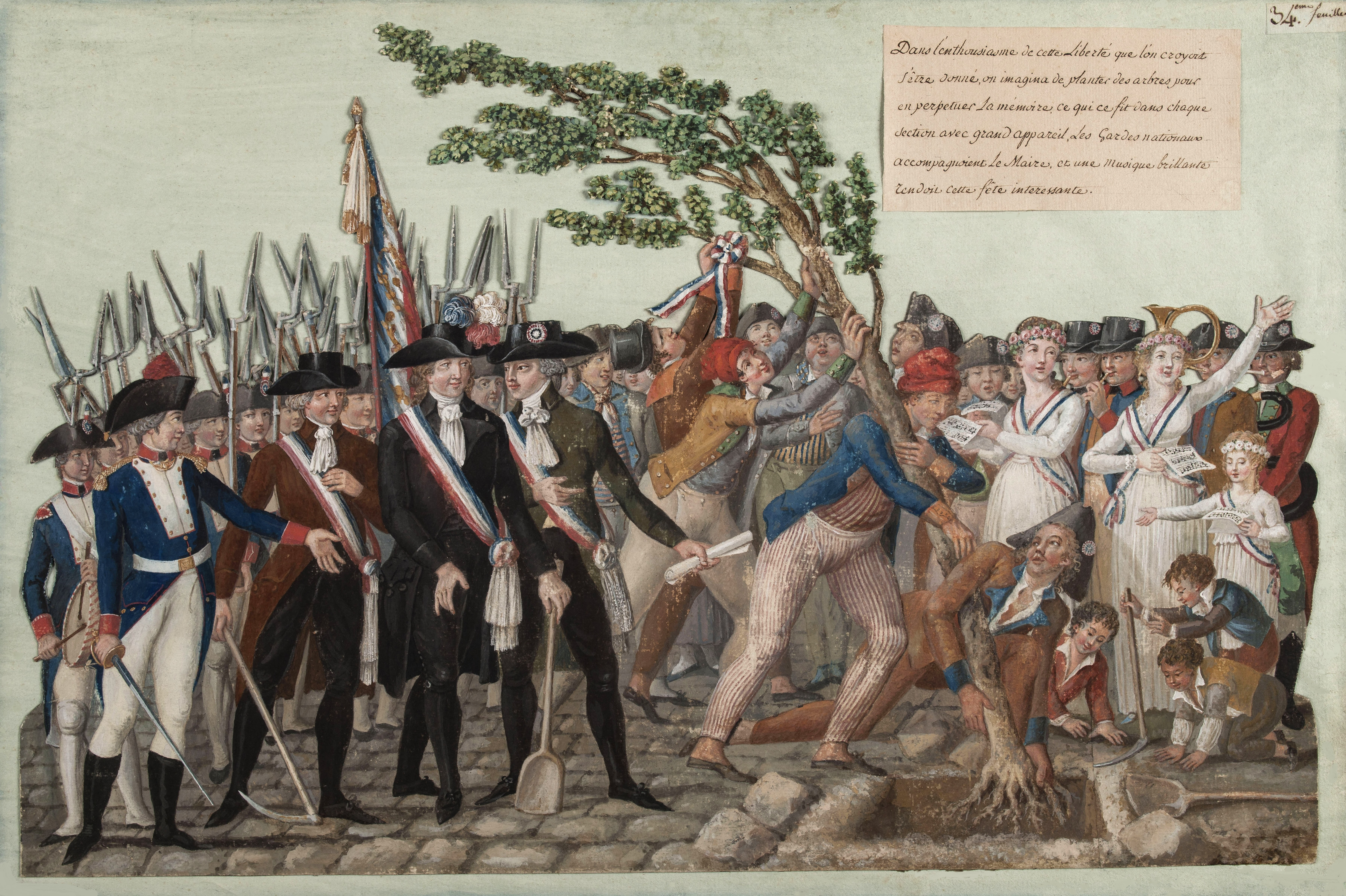
Arbre de la liberté (1790), Paris, musée Carnavalet.